# Namungo FC
Der Namungo Football Club ist ein tansanischer Fußballverein mit Sitz in Lindi. Der Verein spielt derzeit in der Tanzanian Premier League, der höchsten Spielklasse des Landes. Gegründet wurde der Verein 2019 und trägt den Spitznamen „Southern Killers“.

## Geschichte
Im Jahr 2019 stieg der Verein in die höchste tansanische Fußballspielklasse auf und erreichte im selben Jahr das Finale des Tanzania-Cup, scheiterte jedoch dort an Simba Sports Club mit 1:2. Dieser Einzug ins Finale berechtigte Namungo zur Teilnahme am CAF Confederation Cup. 2020 stand Namungo im Finale des Tanzania Community Shield, den Super Cup des Landes und verlor 2-0 gegen Simba Sports Club.
In den Qualifikationsrunden sollte Namungo ursprünglich auf den südsudanesischen Verein al-Rabita FC treffen. Aufgrund eines Regelverstoßes des südsudanesischen Fußballverbandes wurde Al Rabita jedoch disqualifiziert, und Namungo FC zog somit in die erste Vorrunde ein.
Dort traf der Verein auf al-Hilal al-Ubayyid, einen Verein aus dem nördlicheren Sudan, und gewann mit einem Gesamtergebnis von 5:3 in Hin- und Rückspiel, was den in die Playoffs bedeutete. Nach einem Sieg über CD Primeiro de Agosto mit 7:5 (Hin- und Rückspiel) erreichte Namungo FC erstmals die Gruppenphase des CAF Confederation Cup.
In der Gruppenphase wurde der Namungo FC in die Gruppe D, gemeinsam mit Raja Casablanca aus Marokko, Pyramids FC aus Ägypten und Nkana FC aus Sambia, gelost. Diese schloss Namungo FC nach sechs gespielten Spielen ohne einen Punktgewinn als Gruppenletzter ab. Ein Tor konnte der Verein ebenfalls nicht erzielen.
Am 20. September 2023 gab es Berichten zufolge in Miteja in der Nähe von Somanga im Distrikt Kilwa, Lindi, zu einem Verkehrsunfall, bei dem vier Fans des Vereins starben und 16 verletzt wurden. Die Fans von Namungo wollte das Ligaspiel gegen Young Africans besuchen.

## Trikot und Wappen
Seit der Saison 2023/24 stellt der Verein seine eigenen Trikots her. Davor war der niederländische Sportartikelhersteller Masita Ausrüster des Vereins. Das aktuelle Heimtrikot von 2023/24 ist knallgrün mit vereinzelten blauen Diamanten als Muster. Der Trikotsponsor auf der Brust ist SportPesa und Lodhia Industries. Auf dem Rücken befindet sich Haier als Sponsor und am Nacken Coral Paints. Ebenfalls auf dem Trikot ist ein weißer Diamant abgebildet.

## Bekannte Spieler
- Frank Domayo (2023–)
- Jonathan Nahimana (2020–)
- Steve Nzigamasabo (2019–2021)
- Meddie Kagere (2023–)
- Abdulmalik Zakaria (2023–)
- Noah Olawale Ojuola (2021–22)

Abdulmalik Zakaria wurde von Nationaltrainer Adel Amrouche in den Finalen-Kader der Nationalmannschaft Tansanias zum CAF Africa Cup of Nations 2024 in der Elfenbeinküste nominiert. Damit ist er der erste Namungo-Spieler, der an einer Afrikameisterschaft teilgenommen hat. Zakaria wurde jedoch kein einziges Mal eingesetzt und saß nur auf der Bank.

## Internationale Wettbewerbe
| Saison  | Turnier               | Runde        | Club                  | Hinspiel | Rückspiel | Gesamt |
| ------- | --------------------- | ------------ | --------------------- | -------- | --------- | ------ |
| 2020/21 | CAF Confederation Cup | Quali        | al-Rabita FC          | 3:0      | -         | 3:0    |
| 2020/21 | CAF Confederation Cup | 1. Vorrunde  | al-Hilal al-Ubayyid   | 2:0      | 3:3       | 5:3    |
| 2020/21 | CAF Confederation Cup | Playoff      | CD Primeiro de Agosto | 1:3      | 6:2       | 7:5    |
| 2020/21 | CAF Confederation Cup | Gruppenphase | Raja Casablanca       | 0:1      | 0:3       |        |
| 2020/21 | CAF Confederation Cup | Gruppenphase | Nkana FC              | 0:1      | 0:3       |        |
| 2020/21 | CAF Confederation Cup | Gruppenphase | Pyramids FC           | 0:1      | 0:2       |        |